# Dichterbij (stichting)
Dichterbij is een Nederlandse stichting die hulp- en dienstverlening biedt aan mensen met een verstandelijke beperking. De organisatie vindt haar oorsprong in Stichting Maria Roepaan (1951) en de Sint Augustinusstichting (1957). Beiden fuseerden in 1997 tot Saamvliet en na een regionale fusie in 1999 met De Binckhof en Wodagg Uden ontstond in 2004 Vizier. In 2006 fuseerde Vizier met de Wendel uit de regio Venlo en ontstond Dichterbij.

## Doel
Dichterbij streeft net als alle instellingen voor verstandelijk beperkten naar een samenleving waarin kinderen, jongeren, volwassenen en ouderen met een verstandelijke beperking een volwaardige plaats hebben. Dichterbij stimuleert ze hun eigen te keuzes maken, zich te ontwikkelen en hun talenten te gebruiken.
Onder de naam 'Stevig' wordt daarnaast ambulante, dag- en klinische behandeling gegeven aan mensen met een lichte verstandelijke beperking en gedrags- en/of psychiatrische stoornissen – al dan niet met een strafrechtelijke veroordeling.

## Als je het mij vraagt
Dichterbij heeft een methode ontwikkeld om met cliënten en hun verwanten te praten over wensen en mogelijkheden. Die werkwijze heet ‘Als je het mij vraagt’. Door regelmatig met elkaar in gesprek te gaan over de vragen ‘Wat wil je?’ en ‘Wat is er nodig om dat te bereiken?’ wordt steeds duidelijker op welke manier cliënten en hun verwanten het prettigst ondersteund en begeleid kunnen worden. In 2017 ontving Dichterbij voor 'Als je het mij vraagt' een eervolle vermelding.